# Katsushi Kurihara
Katsushi Kurihara (栗原 克志 Kurihara Katsushi?), född 29 juli 1977 i Chiba prefektur, är en japansk före detta fotbollsspelare.
Kurihara började sin karriär 1996 i JEF United Ichihara. Han avslutade karriären 1999.